# Menkar

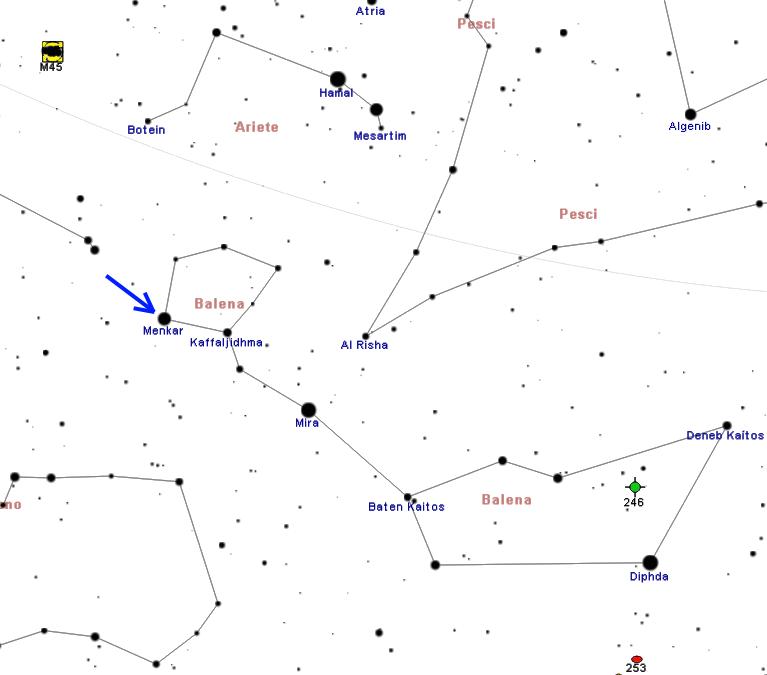
Menkar a la seva constel·lció

Menkare o Menkab (α Ceti / α Cet / 92 Ceti) és la segona estrella més brillant de la constel·lació de Cetus amb magnitud aparent +2,54, només superada per Deneb Kaitos (β Ceti) i ocasionalment per  Mira (ο Ceti). El seu nom prové de la paraula  àrab منخر manha que significa "la finestra del nas", en al·lusió a la seva posició en el cos del monstre marí.
Situada a 220  anys llum de Sistema Solar, Menkare és una freda gegant vermella de tipus espectral M1.5 IIIa, la temperatura superficial és de només 3.700  K. Visualment és 380 vegades més lluminosa que el Sol, però per ser una estrella freda una gran quantitat de la seva llum és emesa com radiació infraroja no visible, d'aquesta manera, la  radiació total procedent de Menkes és 1.800 vegades més gran que la provinent del Sol.
La seva temperatura i lluminositat permeten estimar el seu radi, 84 vegades més gran que el radi solar, la mesura directa del seu diàmetre angular (0,0116  segons d'arc), donen com a resultat un valor una mica inferior de 77 radis solars.
Menkare és una  variable irregular de tipus Lb, amb variacions erràtiques en la seva brillantor al voltant del 6% d'aquest.
És una estrella notablement deficient en carboni, sent el seu contingut d'aquest element inferior al 20% de l'existent en el Sol.
Igualment destaca com radiofonts, on les  ones de ràdio s'originen pel vent estel·lar que bufa des de la seva superfície.
Menkare es troba en la fase final de la seva evolució estel·lar, i a mesura que comenci a fusionar el seu nucli de carboni es tornarà altament inestable per finalment expulsar les seves capes exteriors formant una nebulosa planetària. En el seu centre quedarà com romanent estel una massiva nana blanca similar a  Sírius B.